# Пит (представа)
Пит је позоришна представа коју је режирао Предраг Стојменовић према комаду Љубинке Стојановић.
Премијерно приказивање комада је било 19. октобра 2009. године у позоришту ДАДОВ.
Текст Љубинке Стојановић је претходно победио на анонимном конкурсу за савремени драмски текст у оквиру фестивала Ауторске поетике у Мостару (БиХ). Комад говори о генерацији деведесетих, која се осећа изгубљено у савременом друштву.
Текст комада је објављен у књизи ЕДИЦИЈА ДУХ ДАДОВА 01.

## Радња
Представа говори о генерацији људи који су одрастали деведесетих година прошлог века и који су се свесно препуштали свим телесним задовољствима и страстима да би заборавили своју стварност.
Назив драме „Пит“ представља скраћеницу за назив озлоглашене и непризнате расе паса – Пит Бул Теријера, односно пса који је, након ригорозних тренинга, идеално припремљен за борбу.
Основна дилема главних јунака представе је да ли да уђу у арену и боре се или да остану по страни и само посматрају живот.

## Улоге
| Лица   | Глумци            |
| ------ | ----------------- |
| Нера   | Вишња Сретеновић  |
| Павле  | Ненад Стојменовић |
| Марија | Тања Петровић     |
| Вук    | Никола Јовановић  |